# Saggio sulla violenza
(Wolfgang Sofsky, Saggio sulla violenza)
Saggio sulla violenza è un libro scritto dal sociologo tedesco Wolfgang Sofsky, pubblicato nel 1996.
A detta dell'autore, le guerre, i fanatismi religiosi, gli odi tribali, le pulizie etniche, la caccia al diverso, i massacri di bambini, ovverosia il piacere sadico, individuale o collettivo, di infliggere sofferenza agli altri, sembrano essere inscritti nel DNA dell'uomo. Ma se questo è drammaticamente vero, se la violenza è una dimensione endemica dell'esperienza umana, esiste un unico modo per gestirla: studiarne i caratteri, analizzarne le componenti, e individuarne gli anticorpi.
La tesi di questa sua fenomenologia della violenza è che, con il costituirsi dell'ordine civile, la violenza non è sparita, ma ha soltanto cambiato forma. Perché la crudeltà, sostiene Sofsky, ha il triste dono dell'ubiquità, e di secolo in secolo la si ritrova, rinnovata e potente, nelle armi, nello strazio della carne da macello, nelle esecuzioni di massa, negli stupri, nella sopraffazione sui più deboli. Una crudeltà insita negli uomini fin dalla nascita, e che bisogna imparare a riconoscere, se si vuole impedirle di manifestarsi.